# Diggin' on you
『T-Palette Records 2nd Anniversary Mix〜Diggin' on you〜』（ティ－・パレット・レコーズ・セカンド・アニバーサリー・ミックス ディギン・オン・ユー）は、2013年7月17日にT-Palette Recordsから発売された、サイプレス上野とロベルト吉野によるミックス・アルバム。

## 解説
日本初のアイドル専門レーベルとして2011年6月に設立されたT-Palette Recordsのレーベル設立2周年を記念して、これまでのレーベル音源を使用して制作されたMIX CD。選曲とミックスはサイプレス上野とロベルト吉野が担当。同日発売のNegiccoの1stアルバム『Melody Palette』にも参加、同レーベル所属アーティストとの共演の機会も多いことから、今回ミックスCD企画のオファー、リリースが実現した。T-Palette Recordsのレーベル・ヒストリーを俯瞰するだけでなく、コンセプトでもある、“色鮮やかな個性”を持つアイドル達の楽曲が凝縮された内容になっている。
RHYMESTER宇多丸は本作を「同レーベルの、目下のただごとではない勢いを改めて知らされる好企画」として、「割と正統派DJプレイに徹しているので、ビギナー向けのショーケース・アルバムとしても最適かと」と評した。

## 収録曲
1. CHIKU-TAKU / LinQ
■CHIKU-TAKU/ゴーイング マイ ウェイ!（TPRC-0028）
2. GET IT ON! / Negicco
■GET IT ON!（TPRC-0003）
3. リスペクトーキョー / アップアップガールズ（仮）
■リスペクトーキョー/ストレラ!〜Straight Up!〜（TPRC-0033）
4. ドクター、お願い / バニラビーンズ
■バニラビーンズII（TPRC-0002）
5. カプセルカプセル / しず風&絆〜KIZUNA〜
■チェッカーフラッグをとめろ（TPRC-0023）
6. R.O.D. / ライムベリー
■R.O.D./世界中にアイラブユー（TPRC-0030）
7. 世界中にアイラブユー / ライムベリー
■R.O.D./世界中にアイラブユー（TPRC-0030）
8. チョコミントフレーバータイム / バニラビーンズ
■チョコミントフレーバータイム（TPRC-0014）
9. おいでよ / lyrical school
■そりゃ夏だ!/おいでよ（TPRC-0022）
10. そりゃ夏だ! / lyrical school
■そりゃ夏だ!/おいでよ（TPRC-0022）
11. つくしん暴 / しず風&絆〜KIZUNA〜
■つくしん暴（TPRC-0036）
12. 完全攻略 / Negicco
■GET IT ON!（TPRC-0003）
13. オオスミタイム / バニラビーンズ
■バニラビーンズII（TPRC-0002）
14. ユメミルしっぽ / バニラビーンズ
■バニラビーンズII（TPRC-0002）
15. あの街の空 / LinQ
■CHIKU-TAKU/ゴーイング マイ ウェイ!（TPRC-0028）
16. Pretty Woman / LinQ
■Love in Qushu 〜LinQ 第一楽章〜（TPRC-0016）
17. スウィート・ソウル・ネギィー / Negicco
■Negicco 2003〜2012 -BEST-（TPRC-0009）
18. Let's Feel Together / LinQ
■Love in Qushu 〜LinQ 第一楽章〜（TPRC-0016）
19. Yellow Fuckin' Idol? / しず風&絆〜KIZUNA〜
■Oo.しず風にのって.oO（TPRC-0012）
20. ストレラ! 〜Straight Up!〜 / アップアップガールズ（仮）
■リスペクトーキョー/ストレラ!〜Straight Up!〜（TPRC-0033）
21. アイドルばかり聴かないで / Negicco
■アイドルばかり聴かないで（TPRC-0044）
22. Summer vacation / バニラビーンズ
■バニラビーンズII（TPRC-0002）

## クレジット
- produced by サイプレス上野とロベルト吉野
- selected & mixed by サイプレス上野とロベルト吉野
- recording & mixing engineer : MISTA SHAR for C.I.C Production at C.I.C.P Studio
- mastering engineer : Takahisa Yuzawa
- art direction : masatakayoshida (mza)
- label A&R : Masafumi Yukita, Katsuhito Mochizuki, Shogo Yoshino (TOWER RECORDS)
- label coordinator : Mariko Muraki (TOWER RECORDS)
- label producer : Makoto Murakami (TOWER RECORDS)
- executive producer : Ikuo Minewaki (TOWER RECORDS)